# 25 novembre 1987
Le mercredi 25 novembre 1987 est le 329e jour de l'année 1987.

## Naissances
- Alan Bull, joueur de football britannique
- Alejo Malia, designer, graphiste, illustrateur et photographe espagnol
- Davino Verhulst, footballeur belge
- Ericson Silva, footballeur cap-verdien
- Grant Dayton, joueur de baseball américain
- Hillal Soudani, footballeur algérien
- Mark Bloom, joueur de soccer américain
- Montrose Phinn, footballeur jamaïcain
- Nate Karns, joueur de baseball américain
- Odil Ahmedov, footballeur ouzbek
- Olivier Schmidt, comédien, metteur en scène et auteur de théâtre français
- Paul Sturgess, joueur de basket-ball britannique
- Pierre-Alexis Pessonneaux, athlète français
- Sergi Moreno, footballeur andorran
- Trevor Booker, joueur de basket-ball américain

## Décès
- André Joublot (né le 6 octobre 1902), homme politique français
- Harold Washington (né le 15 avril 1922), homme politique américain

## Événements
- Nuit des deltaplanes en Israël
- Découverte des astéroïdes 4607 Seilandfarm et 6514 Torahiko
- Sortie des films :
  - Les Noces barbares
  - Trois Hommes et un bébé
  - Un ticket pour deux
- Sortie de la chanson The Look of Love